# Ahmameer
Het Ahmameer, Zweeds: Ahmajärvi, is een meer in Zweden, in de gemeente Pajala. Het meer ligt ten zuiden van de  Ahmabergrug en de Ahmaberg in een gebied met moeras en is nauwelijks een hectare groot. Er gaat een beek naar de Noordelijke Kihlankirivier.
Afwatering: Ahmameer → kleine beek → Noordelijke Kihlankirivier → Torne → Botnische Golf